# Prva A Liga
La Liga Montenegrina de Baloncesto (Cirílico: Прва лига Црне Горе у кошарци), también conocida  como Erste Liga por motivos de patrocinio, es la máxima competición profesional de baloncesto de Montenegro. Fue creada en el año 2006, cuando se separaron de Serbia y dejó de disputarse la Liga Yugoslava de Baloncesto, en la cual participaban los clubes montenegrinos. El campeón actual es el Budućnost, que consiguió en 2024 su decimosexto título de liga.
En la actualidad la disputan 11 equipos y es patrocinada por el Erste Group.

## Historia
Sólo se ha visto un campeón en la corta historia de la competición, el Budućnost de Podgorica. Budućnost sólo ha perdido 2 de los 32 partidos que ha jugado en las finales. Sutjeska es el segundo equipo más exitoso con tres finales disputadas.

## Formato
Se disputan un total de 24 partidos de liga regular, jugando cada equipo contra el otro 3 veces, excepto el campeón y el subcampeón de la temporada anterior, ya que al tener que disputar la ABA Liga, están clasificados directamente para los play-offs. Los seis primeros clasificados de la liga regular juegan los play-offs, quedando los emparejamientos de cuartos de final (al mejor de 3 partidos) de la siguiente manera:
- Partido 1: Campeón temporada anterior contra 6.º
- Partido 2: Subcampeón temporada anterior contra 5.º
- Partido 3: 2.º contra 3.º
- Partido 4: 1.º contra 4.º

Los ganadores de los cruces de cuartos de final se enfrentan en semifinales al mejor de 3 partidos. Los cruces de semifinales son los siguientes:
- Partido 5: Ganador Partido 1 vs Ganador Partido 3
- Partido 6: Ganador Partido 2 vs Ganador Partido 4

Los ganadores de las semifinales se enfrentan en la final al mejor de 5 partidos, para determinar el campeón de la Liga Montenegrina de Baloncesto. El último clasificado de la liga regular desciende a la Prva B, de la que asciende el campeón.

## Equipos
Los 11 equipos que compiten en la Erste Liga 2018-2019 son:
| Erste Liga        |              |
| Equipo            | Ciudad       |
| ABS Primorje 1945 | Herceg Novi  |
| Budućnost ■       | Podgorica    |
| Danilovgrad       | Danilovgrad  |
| Ibar              | Rožaje       |
| Jedinstvo         | Bijelo Polje |
| Lovćen            | Cetiña       |
| Mornar            | Bar          |
| Studentski Centar | Podgorica    |
| Sutjeska          | Nikšić       |
| Teodo             | Tivat        |
| Ulcinj            | Ulcinj       |

|   | Equipos que participan en la ABA Liga      |
|   | Equipos que participan en la Balkan League |
| ■ | Equipos que participan en la Eurocup       |
|   | Equipos que ascienden                      |

## Palmarés
| Temporada | Campeón                                  | Serie                                    | Subcampeón                               |
| 2006–07   | KK Budućnost                             | 3–0                                      | KK Lovćen                                |
| 2007–08   | KK Budućnost                             | 3–0                                      | KK Mogren                                |
| 2008–09   | KK Budućnost                             | 3–0                                      | ABS Primorje                             |
| 2009–10   | KK Budućnost                             | 3–0                                      | KK Lovćen                                |
| 2010–11   | KK Budućnost                             | 3–0                                      | KK Mornar                                |
| 2011–12   | KK Budućnost                             | 3–0                                      | KK Sutjeska                              |
| 2012–13   | KK Budućnost                             | 3–0                                      | KK Sutjeska                              |
| 2013–14   | KK Budućnost                             | 3–0                                      | KK Zeta 2011                             |
| 2014–15   | KK Budućnost                             | 3–1                                      | KK Sutjeska                              |
| 2015–16   | KK Budućnost                             | 3–1                                      | KK Mornar                                |
| 2016–17   | KK Budućnost                             | 3–2                                      | KK Mornar                                |
| 2017–18   | KK Mornar                                | 3–1                                      | KK Budućnost                             |
| 2018–19   | KK Budućnost                             | 3–2                                      | KK Mornar                                |
| 2019–20   | No disputada por la Pandemia de Covid-19 | No disputada por la Pandemia de Covid-19 | No disputada por la Pandemia de Covid-19 |
| 2020–21   | KK Budućnost                             | 3–0                                      | KK Mornar                                |
| 2021–22   | KK Budućnost                             | 3–2                                      | KK Mornar                                |
| 2022–23   | KK Budućnost                             | 3–0                                      | KK Studentski Centar                     |
| 2023–24   | KK Budućnost                             | 3–1                                      | KK Studentski Centar                     |
| 2024–25   | KK Budućnost                             | 2-0                                      | KK Studentski Centar                     |

## Títulos por club
| Club                 | Títulos | Finalista | Años Campeón                                                                                         |
| -------------------- | ------- | --------- | --- |
| KK Budućnost         | 17      | 1         | 2007, 2008, 2009, 2010, 2011, 2012, 2013, 2014, 2015, 2016, 2017, 2019, 2021, 2022, 2023, 2024, 2025 |
| KK Mornar            | 1       | 6         | 2018                                                                                                 |
| KK Sutjeska          | -       | 3         | |
| KK Lovćen            | -       | 2         | |
| KK Studentski centar | -       | 3         | |
| KK Mogren            | -       | 1         | |
| ABS Primorje         | -       | 1         | |
| KK Zeta 2011         | -       | 1         | |

## MVP de la Temporada
| Año  | Nombre y Equipo                 |
| ---- | ------------------------------- |
| 2007 | Nenad Mijatović (Budućnost)     |
| 2008 | Nikola Otašević (1) (Budućnost) |
| 2009 | Nikola Otašević (2) (Budućnost) |
| 2010 | Čedomir Vitkovac (Budućnost)    |
| 2011 | Vladimir Dragičević (Budućnost) |
| 2012 | Bojan Dubljević (Budućnost)     |
| 2013 | Aleksa Popović (Budućnost)      |
| 2014 | Suad Šehović (Budućnost)        |
| 2015 | J.R. Reynolds (Budućnost)       |
| 2016 | Bojan Subotić (Budućnost)       |

## MVP de las Finales
| Año  | Nombre y Equipo            |
| ---- | -------------------------- |
| 2015 | J.R. Reynolds (Budućnost)  |
| 2016 | Julius Jenkins (Budućnost) |

## Entrenador de la Temporada
| Año  | Nombre y Equipo                |
| ---- | ------------------------------ |
| 2007 | Dejan Radonjić (1) (Budućnost) |
| 2008 | Dejan Radonjić (2) (Budućnost) |
| 2009 | Dejan Radonjić (3) (Budućnost) |
| 2010 | Dejan Radonjić (4) (Budućnost) |
| 2011 | Dejan Radonjić (5) (Budućnost) |
| 2012 | Dejan Radonjić (6) (Budućnost) |
| 2013 | Dušan Dubljević (Sutjeska)     |
| 2014 | Dragan Radović (Lovćen)        |
| 2015 | Igor Jovović (Budućnost)       |
| 2016 | Igor Đaletić (Budućnost)       |